# Золоте місто (фільм)
«Золоте́ мі́сто» (нім. Die Goldene Stadt) — німецький фільм режисера Файта Гарлана за участю Христини Зьодербаум. Христина Зьодербаум — третя дружина Файта Гарлана. Її зовнішність являла собою ідеал арійської жінки. Фільм «Золоте Місто», знятий 1942 року, є другим кольоровим фільмом у світі. Він чудово зберігся на плівці німецького виробництва «Agfafarbe», на відміну від перших радянських фільмів, знятих набагато пізніше. Після поразки Третього Рейха в Другій світовій війні Аліянти заборонили фільм у ФРН. Заборону було скасовано 1954 року.

## Сюжет
Ганна — юна, невинна дівчина, за національністю — судетська німкеня, мріє побачити Прагу. Її мати, чешка, одружується із заможним землеробом, з яким переїжджає до провінції.
Ганна дуже страждала від життя в глухому селі й не могла з цим змиритись. Вона стала здобиччю Водяного, який мешкає в болоті на ділянці її чоловіка Йобста. Батько Ганни викликав меліоратора Лайтвейна зі столиці, щоб осушити болото. Ганна в нього закохується, але в неї вже є наречений. Тоді її батько гер Йобст відсилає інженера назад до Праги й умовляє свою доньку вийти заміж за сина сусіднього фермера.
Через деякий час Ганна отримує листівку від свого коханого з Праги. Її мрії про Золоте місто знаходять нове підґрунтя. Хатня робітниця Марушка вирішує втрутитися, тож вмовляє свою вихованку поїхати до Праги, під час того, як гер Йобст їде у справах у сусіднє село. У неї є таємна мета — побратися з батьком Ганни й стати спадкоємицею маєтку.
Ганна потягом виїжджає до Праги. Вона зупиняється у своєї тітки, яка володіє тютюновою крамницею в центрі міста. Її син, Тоні, запрошує Ганну до театру. Ганна зачарована Прагою. Тоні працює в елітній ресторації. Лілея, господиня ресторації, його коханка, звинувачує Тоні у тому, що він вкрав її золоті виделки, і з ганьбою звільняє його. Ганна бажає їхати потягом додому, позаяк у цей день її батько має повернутися з сусіднього села додому, але Тоні спокушає її, і вона залишається в Празі.
Батько Ганни, коли повернувся до села і довідався, що донька порушила його наказ, вирішив одружитися з Марушкою і покарати доньку, залишивши увесь маєток у спадок майбутній дружині. Минає декілька тижнів, господиня ресторації, де він працював, подає на Тоні до суду. На суді з'ясувалось, що інший працівник ресторації вкрав виделки. Тоні бажає повернутися до своєї коханки Лілеї, але з'ясовується, що Ганнушка (так він її кличе на чеський манір) завагітніла. Тоді Тоні прилюдно зрікається своєї племінниці й каже, що ніколи не одружиться з нею. Розгублена Ганна біжить до центра Праги мостом і пильно дивиться у воду. Барочні обриси кам'яниць «Новітнього Вавилона» бринять у воді золотими фарбами, схиляючи її до думки про самогубство. Але потім погані думки полишають її, і вона потягом повертається у своє судетське село.
Гер Йобст і Марушка святкують весілля за столом у своїй хаті. Раптово входить донька. Всі гості завмирають. Ганнушка пильно дивиться на свого батька, благаючи його милосердя. Суворий батько стримує свої почуття, схиляє голову над тарілкою і повільно продовжує їсти. Ганна не може винести того, що рідний батько відцурався від неї, і кидається з брами геть у пітьму.
Ганнушка підбігає і стоїть перед домовиною своєї матері. На домовині написано «Hier verunglückte Marie Jobst» (Тут загинула Марія Йобст). Гіркі сльози ганьби й каяття спадають з її втомленого обличчя. Вона звинувачує себе, що зрадила Рейх, свою Батьківщину, і спаплюжила своє німецьке коріння інцестом. Усі гості кидаються її розшукувати, останнім вибігає Гер Йобст зі смолоскипом у руці. Марушка проклинає батька Ганни й знімає свій весільний вінець з намистом.
Ганнушка бачить світло, яке плине від туману на болоті. Вона вважає, що це мати її кличе і кидається у воду. Підбігають друзі Гера Йобста з драбинами. Гер Йобст несе свою доньку, ридаючи, і кляне Золоте місто, яке лишило його дружини та доньки. Він віддає свій маєток сусіду фермеру, за якого вона не хотіла виходити заміж. Друзі Йобста натякають, що загибель його доньки — це помста Водяного за те, що він викликав меліоратора, щоб осушити болото і зробити там рілля.
Останній кадр фільму показує домовину, на якій красується новий надпис «Hier verunglückte Marie Jobst und Ihre Tochter Anna» (Тут загинула Марія Йобст та її донька Ганна). Над домовиною колоситься пшениця, а над блискучим обрієм лунають акорди Сметани. Сонцестояння 1941 року. Життя продовжується. Водяного переможено.

## Мотиви
Доля Ганнушки у фільмі уособлює її неспроможність цінувати простоту життя в селі та її пристрасного бажання зануритися у міське життя. Використовуючи мотиви доктрини Кров і ґрунт, Файт Гарлан бажав підкреслити курс Третього Рейху на єднання Людини з Природою і підсилити прадавні вірування за допомогою мотивів німецької міфології.